# Renewi Tour 2025
Ten artykuł dotyczy przyszłego wydarzenia sportowego. Informacje w nim zawarte zmienią się w przyszłości.
Renewi Tour 2025 – 20. edycja wyścigu kolarskiego Benelux Tour, która odbędzie się w dniach od 20 do 24 sierpnia 2025 na liczącej 913 kilometrów trasie składającej się z 5 etapów i biegnącej z Terneuzen do Leuven. Impreza kategorii 2.UWT będzie częścią UCI World Tour 2025.

## Etapy
| Etap | Data   | Start – Meta            | type        | Dystans (km) | Zwycięzca etapu | Lider |
| ---- | ------ | ----------------------- | ----------- | ------------ | --------------- | ----- |
| 1    | 20 sie | Terneuzen – Breskens    | płaski      | 182,7        |                 |       |
| 2    | 21 sie | Blankenberge – Ardooie  | płaski      | 169,4        |                 |       |
| 3    | 22 sie | Aalter – Geraardsbergen | pagórkowaty | 179,9        |                 |       |
| 4    | 23 sie | Riemst – Bilzen-Hoeselt | płaski      | 196          |                 |       |
| 5    | 24 sie | Leuven – Leuven         | płaski      | 185          |                 |       |

## Uczestnicy

### Drużyny
| Unknown team category |
|                       |

### Lista startowa
Legenda: DNF – nie ukończył etapu, OTL – przekroczył limit czasu, DNS – nie wystartował do etapu, DSQ – zdyskwalifikowany. Numer przy skrócie oznacza etap, na którym kolarz opuścił wyścig.

## Wyniki etapów

### Etap 1
| Terneuzen - Breskens | płaski | (182,7 km) |

| \| Klasyfikacja etapu \| Klasyfikacja etapu \| Klasyfikacja etapu \| Klasyfikacja etapu \| Klasyfikacja etapu \| \| Kolarz \| Kolarz \| Państwo \| Drużyna \| Czas \| \| ------------------ \| ------------------ \| ------------------ \| ------------------ \| ------------------ \| |        |         |         |      |
| |        |         |         |      |
| |        |         |         |      |
| Klasyfikacja etapu |        |         |         |      |
| Kolarz | Kolarz | Państwo | Drużyna | Czas |

| \| Klasyfikacja generalna \| Klasyfikacja generalna \| Klasyfikacja generalna \| Klasyfikacja generalna \| Klasyfikacja generalna \| \| Kolarz \| Kolarz \| Państwo \| Drużyna \| Czas \| \| ---------------------- \| ---------------------- \| ---------------------- \| ---------------------- \| ---------------------- \| |        |         |         |      |
| |        |         |         |      |
| |        |         |         |      |
| Klasyfikacja generalna |        |         |         |      |
| Kolarz | Kolarz | Państwo | Drużyna | Czas |

### Etap 2
| Blankenberge - Ardooie | płaski | (169,4 km) |

| \| Klasyfikacja etapu \| Klasyfikacja etapu \| Klasyfikacja etapu \| Klasyfikacja etapu \| Klasyfikacja etapu \| \| Kolarz \| Kolarz \| Państwo \| Drużyna \| Czas \| \| ------------------ \| ------------------ \| ------------------ \| ------------------ \| ------------------ \| |        |         |         |      |
| |        |         |         |      |
| |        |         |         |      |
| Klasyfikacja etapu |        |         |         |      |
| Kolarz | Kolarz | Państwo | Drużyna | Czas |

| \| Klasyfikacja generalna \| Klasyfikacja generalna \| Klasyfikacja generalna \| Klasyfikacja generalna \| Klasyfikacja generalna \| \| Kolarz \| Kolarz \| Państwo \| Drużyna \| Czas \| \| ---------------------- \| ---------------------- \| ---------------------- \| ---------------------- \| ---------------------- \| |        |         |         |      |
| |        |         |         |      |
| |        |         |         |      |
| Klasyfikacja generalna |        |         |         |      |
| Kolarz | Kolarz | Państwo | Drużyna | Czas |

### Etap 3
| Aalter - Geraardsbergen | pagórkowaty | (179,9 km) |

| \| Klasyfikacja etapu \| Klasyfikacja etapu \| Klasyfikacja etapu \| Klasyfikacja etapu \| Klasyfikacja etapu \| \| Kolarz \| Kolarz \| Państwo \| Drużyna \| Czas \| \| ------------------ \| ------------------ \| ------------------ \| ------------------ \| ------------------ \| |        |         |         |      |
| |        |         |         |      |
| |        |         |         |      |
| Klasyfikacja etapu |        |         |         |      |
| Kolarz | Kolarz | Państwo | Drużyna | Czas |

| \| Klasyfikacja generalna \| Klasyfikacja generalna \| Klasyfikacja generalna \| Klasyfikacja generalna \| Klasyfikacja generalna \| \| Kolarz \| Kolarz \| Państwo \| Drużyna \| Czas \| \| ---------------------- \| ---------------------- \| ---------------------- \| ---------------------- \| ---------------------- \| |        |         |         |      |
| |        |         |         |      |
| |        |         |         |      |
| Klasyfikacja generalna |        |         |         |      |
| Kolarz | Kolarz | Państwo | Drużyna | Czas |

### Etap 4
| Riemst - Bilzen-Hoeselt | płaski | (196 km) |

| \| Klasyfikacja etapu \| Klasyfikacja etapu \| Klasyfikacja etapu \| Klasyfikacja etapu \| Klasyfikacja etapu \| \| Kolarz \| Kolarz \| Państwo \| Drużyna \| Czas \| \| ------------------ \| ------------------ \| ------------------ \| ------------------ \| ------------------ \| |        |         |         |      |
| |        |         |         |      |
| |        |         |         |      |
| Klasyfikacja etapu |        |         |         |      |
| Kolarz | Kolarz | Państwo | Drużyna | Czas |

| \| Klasyfikacja generalna \| Klasyfikacja generalna \| Klasyfikacja generalna \| Klasyfikacja generalna \| Klasyfikacja generalna \| \| Kolarz \| Kolarz \| Państwo \| Drużyna \| Czas \| \| ---------------------- \| ---------------------- \| ---------------------- \| ---------------------- \| ---------------------- \| |        |         |         |      |
| |        |         |         |      |
| |        |         |         |      |
| Klasyfikacja generalna |        |         |         |      |
| Kolarz | Kolarz | Państwo | Drużyna | Czas |

### Etap 5
| Leuven - Leuven | płaski | (185 km) |

| \| Klasyfikacja etapu \| Klasyfikacja etapu \| Klasyfikacja etapu \| Klasyfikacja etapu \| Klasyfikacja etapu \| \| Kolarz \| Kolarz \| Państwo \| Drużyna \| Czas \| \| ------------------ \| ------------------ \| ------------------ \| ------------------ \| ------------------ \| |        |         |         |      |
| |        |         |         |      |
| |        |         |         |      |
| Klasyfikacja etapu |        |         |         |      |
| Kolarz | Kolarz | Państwo | Drużyna | Czas |

## Klasyfikacje

### Klasyfikacja generalna
| \| Klasyfikacja generalna \| Klasyfikacja generalna \| Klasyfikacja generalna \| Klasyfikacja generalna \| Klasyfikacja generalna \| \| Kolarz \| Kolarz \| Państwo \| Drużyna \| Czas \| \| ---------------------- \| ---------------------- \| ---------------------- \| ---------------------- \| ---------------------- \| |        |         |         |      |
| |        |         |         |      |
| Źródło: ProCyclingStats |        |         |         |      |
| Klasyfikacja generalna |        |         |         |      |
| Kolarz | Kolarz | Państwo | Drużyna | Czas |

| Klasyfikacja punktowa | Klasyfikacja punktowa | Klasyfikacja punktowa | Klasyfikacja punktowa | Klasyfikacja punktowa |
| Kolarz                | Kolarz                | Państwo               | Drużyna               | Punkty                |
| --------------------- | --------------------- | --------------------- | --------------------- | --------------------- |

| Klasyfikacja punktowa | Klasyfikacja punktowa | Klasyfikacja punktowa | Klasyfikacja punktowa | Klasyfikacja punktowa |
| Kolarz                | Kolarz                | Państwo               | Drużyna               | Punkty                |
| --------------------- | --------------------- | --------------------- | --------------------- | --------------------- |

| Klasyfikacja młodzieżowa | Klasyfikacja młodzieżowa | Klasyfikacja młodzieżowa | Klasyfikacja młodzieżowa | Klasyfikacja młodzieżowa |
| Kolarz                   | Kolarz                   | Państwo                  | Drużyna                  | Czas                     |
| ------------------------ | ------------------------ | ------------------------ | ------------------------ | ------------------------ |

| Klasyfikacja młodzieżowa | Klasyfikacja młodzieżowa | Klasyfikacja młodzieżowa | Klasyfikacja młodzieżowa | Klasyfikacja młodzieżowa |
| Kolarz                   | Kolarz                   | Państwo                  | Drużyna                  | Czas                     |
| ------------------------ | ------------------------ | ------------------------ | ------------------------ | ------------------------ |

### Klasyfikacja drużynowa
| Klasyfikacja drużynowa | Klasyfikacja drużynowa | Klasyfikacja drużynowa | Klasyfikacja drużynowa |
| Drużyna                | Drużyna                | Państwo                | Czas                   |
| ---------------------- | ---------------------- | ---------------------- | ---------------------- |

### Liderzy klasyfikacji
| Etap   |             |
| ------ | ----------- |
| 1      | płaski      |
| 2      | płaski      |
| 3      | pagórkowaty |
| 4      | płaski      |
| 5      | płaski      |
| Koniec |             |